# Pimenta Bueno
Pimenta Bueno – miasto i gmina w Brazylii, w stanie Rondônia. Znajduje się w mezoregionie Leste Rondoniense i mikroregionie Vilhena.